# Ferenczffy Lőrinc
Ferenczffy Lőrinc (névváltozat: Ferenczfi; Trencsén, 1577 – Bécs, 1640. október 12.) titkár, költő, könyvkiadó.

## Élete
II. Ferdinánd király magyar udvari titkára volt. 1628-ban megvásárolta Pavel Sese (Sessius) nyomdájának egy részét, amikor az hanyatlásnak indult. Levelezésben és bizalmas kapcsolatban állt Batthyány Ádámmal, 1632-ben szerette volna megszerezni az ő nyomdáját, amikor a beszüntette működését. Előszót írt François de Montmorency 1629-ben és 1632-ben kiadott Canticájához. Élete végén csekély jövedelme miatt már nem adott ki könyvet, végül 1640-ben Lippay György érsek megvásárolta tőle a nyomdáját.

## Munkája
Cantica et idyllia P. Francisci Montmorenie S. I. Viennae, 1632. (Sennyei István győri püspöknek ajánlva.)